# Бронницкая улица (Москва)
Бро́нницкая у́лица (название утверждено 27 января 1967 года) — небольшая улица в Москве, на территории Нижегородского района Юго-Восточного административного округа.
Улица проходит параллельно Орехово-Зуевскому проезду между 2-м Карачаровским проездом и Чистопольской улицей. Длина улицы — всего 200 метров. Нумерация домов начинается от 2-го Карачаровского проезда.

## Происхождение названия
Улица была застроена, когда эта территория относилась к городу Перово, и тогда называлась 2-я Подмосковная улица. В 1960 году территория города Перово была включена в состав Москвы. 27 января 1967 года старое название было упразднено в связи с одноимённостью, улица стала называться Бронницкой по подмосковному городу Бронницы в связи с расположением на юго-востоке Москвы.

## История

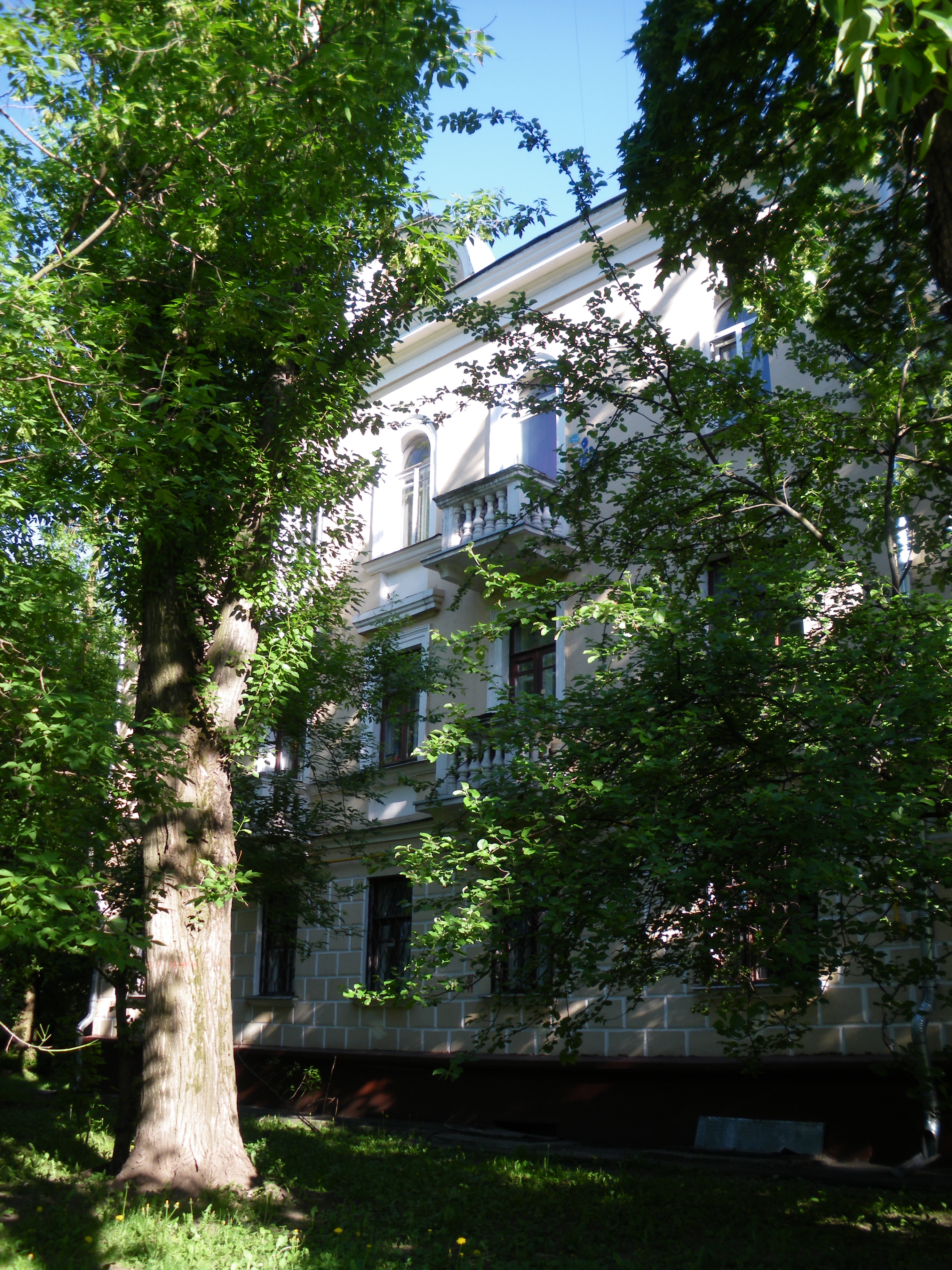
Двух- трёхэтажный дом 6 по Бронницкой улице.

Улица была изначально застроена в составе города Перово. На улице сохранились двух- трёхэтажные дома. Они относятся к единому комплексу, расположенному вдоль Чистопольской и Бронницкой улиц.

## Транспорт

### Наземный транспорт
По улице общественный транспорт не ходит.

### Ближайшая станция метро
- Стахановская

### Ближайшие железнодорожные станции
- Чухлинка
- Перово